# Titus Lucretius Carus
Lucrețiu (Titus Lucretius Carus; n. 94 î.Hr., Pompeii, Campania, Italia – d. 55 î.Hr., Roma, Republica Romană) a fost un poet și filozof latin. Singura sa lucrare cunoscută este poemul filozofic  De Rerum Natura (Despre natura lucrurilor).
Lucrețiu a continuat și dezvoltat concepția atomistă a lui Epicur, fiind adeptul și discipolul acestuia. În  De Rerum Natura, Lucrețiu tratează lumea microscopică a atomilor, ființa umană și universul. Lucrețiu expune ideea mortalității sufletului și a universului, ceea se explică prin asocierea și separarea atomilor.
Opera lui Lucrețiu se caracterizează prin realismul imaginației, forța vizionară, bogăția și varietatea descrierilor, intuirea sensibilă și filozofică a naturii, pasiune și ironie, clasicismul expresiei.

## Traduceri în limba română
- Lucrețiu Poemul naturii (trad. D. Murărașu), București, 1947.
- Lucrețiu Poemul naturii (trad. Teodor Naum, prefață de Tudor Vianu), ELU, București, 1965.
- Lucrețiu, Epicur Texte filozofice, Editura de Stat, București, 1950.